# Milagro azul
Blue Miracle (Milagro azul para América Latina) es una película de drama estadounidense dirigida por Julio Quintana a partir de un guion de Quintana y Chris Dowling. Su estreno se anunció para el día 27 de mayo de 2021. La película está protagonizada por Dennis Quaid, Raymond Cruz, Anthony González, Jimmy Gonzales, Dana Wheeler-Nicholson, Fernanda Urrejola y Bruce McGill. La banda sonora de la película estuvo a cargo de artistas de sello Reach Records.

## Reparto
- Dennis Quaid como Wade
- Raymond Cruz como Héctor
- Anthony González como Geco
- Jimmy Gonzales como Omar Venegas
- Dana Wheeler-Nicholson como Tricia Bisbee
- Fernanda Urrejola como Becca
- Bruce McGill como Wayne Bisbee

## Producción
La filmación tuvo lugar principalmente en Santo Domingo en la República Dominicana.

## Banda sonora
La película contiene canciones de los álbumes Panorama y Noche Juvenil de Gawvi, Sin vergüenza de Cardec Drums, y otros producidos por Reach Records.

### Lista de canciones
1. Fight For Me (Blue Miracle Version) – GAWVI junto a Lecrae y Tommy Royale (3:22)
2. La Fiesta – Lecrae & Funky (3:32)
3. Qué Pasó – GAWVI (3:36)
4. Paradise – 1k Phew (3:21)
5. Ambiente – WHATUPRG & Tommy Royale (3:12)
6. Forty5 – GAWVI junto a Parris Chariz y Tommy Royale (4:03)
7. Mejor – Antonio Redes (3:04)
8. DICEN – GAWVI (3:51)
9. BUSO – Townix, Tommy Royale & Angie Rose (3:08)
10. NI AQUI – WHATUPRG (2:44)
11. TRAPCHATA – GAWVI (4:43)

## Recepción
En el sitio web del agregador de reseñas Rotten Tomatoes, la película tiene una calificación de aprobación del 54% basada en 13 reseñas y una calificación promedio de 5.7 / 10.
Benjamin Lee de The Guardian le dio a la película 3 de 5 estrellas, diciendo "Es el tipo de tirador de cuerdas antiguo que cuando se hace bien es difícil de resistir, incluso si sabemos que se están tirando de las cuerdas, como si supiéramos el cebo pero impotente para resistir".
En la página Tomatazos, la puntuación que obtuvo fue algo más favorable, un 76%, con opiniones mixtas.